# Скарбовий ліс
Скарбовий ліс (Казенний ліс) — лісовий масив, історична місцевість Києва. Пролягає між південною околицею Святошина, промзоною вздовж вулиць Святошинської та Жмеринської, селищем Жовтневе та селищем Петропавлівська Борщагівка.
З XIX століття перебував у казенній власності, звідки й походить назва. З рубежу XIX-XX століття перетворюється на зону відпочинку.
З середини XX століття територію лісу було частково забудовано, здебільшого промисловими спорудами. 1976 року з боку вулиці Жмеринської було закладено парк «Совки». Площа парку — 35,4 га. Зелені насадження: сосна звичайна — 80%, дуб червоний — 5%, клени, берези та інші породи.